# Garzia de' Medici
Garzia de' Medici (Firenze, 5 luglio 1547 – Pisa, 6 dicembre 1562) era l'ottavo figlio del granduca di Toscana Cosimo I de' Medici, il settimo avuto dalla moglie Eleonora di Toledo. I genitori avevano scelto un nome spagnolo (García), italianizzato in Garzia, anche come omaggio al fratello di Eleonora García Álvarez de Toledo y Osorio.

## Biografia

### Infanzia
Grazie alla sua nascita, a tredici anni era già stato nominato comandante onorario delle galee pontificie (1560) e comandante supremo delle galee toscane (1561) per cui si intuisce come i genitori per lui avessero previsto una carriera militare nella marina.

### Morte
Nel 1562 accompagnò il padre, con la madre e i fratelli Giovanni e Ferdinando, sulla costa toscana, per imbarcarsi alla volta della Spagna dove già si trovava il primogenito Francesco. Ma Eleonora e i ragazzi contrassero febbri malariche e, salvo Ferdinando, morirono nel giro di poche settimane, con grande costernazione del granduca, che perse due figli e l'amatissima moglie.
Tanti repentini decessi nella famiglia di Cosimo I suscitarono subito sospetti di trame familiari, che arrivarono anche al Concilio di Trento. Le voci consistevano nel presunto omicidio di Giovanni da parte di Garzia, che sarebbe poi stato ucciso a sua volta da Cosimo. La duchessa Eleonora sarebbe quindi a sua volta morta di crepacuore. Su queste dicerie si basò anche il dramma Don Garzia di Vittorio Alfieri. 
Le analisi paleopatologiche condotte sui resti dei due principi medicei e della madre hanno però confermato la morte per malaria, cosa per altro già attestata da diversi documenti dell'Archivio mediceo del Principato, tra cui una lettera di Cosimo I al primogenito Francesco, datata 18 dicembre 1562.
Di Garzia resta un pregevole ritratto eseguito a circa due-tre anni da Agnolo Bronzino.

### Sepoltura
Nel 1857, durante una prima ricognizione delle salme dei Medici, così venne ritrovato il suo corpo: 

## Ascendenza
|                                  |                                       |                                       | Genitori                     |  |  | Nonni |  |  | Bisnonni             |  |  | Trisnonni                |  |
|                                  |                                       |                                       |                              |  |  |       |  |  | Giovanni il Popolano |  |  | Pierfrancesco il Vecchio |  |
|                                  |                                       |                                       |                              |  |  |       |  |  | Giovanni il Popolano |  |  | Pierfrancesco il Vecchio |  |
|                                  |                                       | Laudomia Acciaiuoli                   |                              |  |  |       |  |  | Giovanni il Popolano |  |  |                          |  |
| Giovanni dalle Bande Nere        |                                       |                                       |                              |  |  |       |  |  | Giovanni il Popolano |  |  |                          |  |
|                                  |                                       | Caterina Sforza                       | Galeazzo Maria Sforza        |  |  |       |  |  |                      |  |  |                          |  |
|                                  |                                       | Caterina Sforza                       | Galeazzo Maria Sforza        |  |  |       |  |  |                      |  |  |                          |  |
|                                  |                                       | Caterina Sforza                       | Lucrezia Landriani           |  |  |       |  |  |                      |  |  |                          |  |
| Cosimo I de' Medici              |                                       | Caterina Sforza                       |                              |  |  |       |  |  |                      |  |  |                          |  |
|                                  |                                       | Jacopo Salviati                       | Giovanni Salviati            |  |  |       |  |  |                      |  |  |                          |  |
|                                  |                                       | Jacopo Salviati                       | Giovanni Salviati            |  |  |       |  |  |                      |  |  |                          |  |
|                                  |                                       | Jacopo Salviati                       | Elena Gondi                  |  |  |       |  |  |                      |  |  |                          |  |
| Maria Salviati                   |                                       | Jacopo Salviati                       |                              |  |  |       |  |  |                      |  |  |                          |  |
|                                  |                                       | Lucrezia di Lorenzo de' Medici        | Lorenzo de' Medici           |  |  |       |  |  |                      |  |  |                          |  |
|                                  |                                       | Lucrezia di Lorenzo de' Medici        | Lorenzo de' Medici           |  |  |       |  |  |                      |  |  |                          |  |
|                                  |                                       | Lucrezia di Lorenzo de' Medici        | Clarice Orsini               |  |  |       |  |  |                      |  |  |                          |  |
| Garzia de' Medici                |                                       | Lucrezia di Lorenzo de' Medici        |                              |  |  |       |  |  |                      |  |  |                          |  |
|                                  | Fadrique Álvarez de Toledo y Enríquez | García Álvarez de Toledo y Carrillo   |                              |  |  |       |  |  |                      |  |  |                          |  |
|                                  | Fadrique Álvarez de Toledo y Enríquez | García Álvarez de Toledo y Carrillo   |                              |  |  |       |  |  |                      |  |  |                          |  |
|                                  | Fadrique Álvarez de Toledo y Enríquez | María Enríquez de Quiñones y Cossines |                              |  |  |       |  |  |                      |  |  |                          |  |
| Pedro Álvarez de Toledo y Zúñiga | Fadrique Álvarez de Toledo y Enríquez |                                       |                              |  |  |       |  |  |                      |  |  |                          |  |
|                                  |                                       | Isabel de Zúñiga y Pimentel           | Álvaro de Zúñiga y Guzmán    |  |  |       |  |  |                      |  |  |                          |  |
|                                  |                                       | Isabel de Zúñiga y Pimentel           | Álvaro de Zúñiga y Guzmán    |  |  |       |  |  |                      |  |  |                          |  |
|                                  |                                       | Isabel de Zúñiga y Pimentel           | Leonor Pimentel y Zúñiga     |  |  |       |  |  |                      |  |  |                          |  |
| Eleonora di Toledo               |                                       | Isabel de Zúñiga y Pimentel           |                              |  |  |       |  |  |                      |  |  |                          |  |
|                                  |                                       | Luis Pimentel y Pacheco               | Rodrigo Alonso Pimentel      |  |  |       |  |  |                      |  |  |                          |  |
|                                  |                                       | Luis Pimentel y Pacheco               | Rodrigo Alonso Pimentel      |  |  |       |  |  |                      |  |  |                          |  |
|                                  |                                       | Luis Pimentel y Pacheco               | María Pacheco y Portocarrero |  |  |       |  |  |                      |  |  |                          |  |
| María Osorio y Pimentel          |                                       | Luis Pimentel y Pacheco               |                              |  |  |       |  |  |                      |  |  |                          |  |
|                                  |                                       | Juana Osorio y Bazán                  | Pedro Álvarez Osorio         |  |  |       |  |  |                      |  |  |                          |  |
|                                  |                                       | Juana Osorio y Bazán                  | Pedro Álvarez Osorio         |  |  |       |  |  |                      |  |  |                          |  |
|                                  |                                       | Juana Osorio y Bazán                  | María de Bazán               |  |  |       |  |  |                      |  |  |                          |  |
|                                  |                                       | Juana Osorio y Bazán                  |                              |  |  |       |  |  |                      |  |  |                          |  |